# Sind
|  | Per a altres significats, vegeu «Sind (desambiguació)». |

Sind és una província del Pakistan -des de 1990 oficialment Sindh en transcripció a l'anglès- (Sindhi: سنڌ) és el territori on viuen majoritàriament els sindis (el poble sindi) i administrativament és una divisió administrativa de primer nivell del Pakistan. Limita a l'oest i al nord amb la província de Balutxistan, al nord amb el Panjab, a l'est amb Gujarat i Rajasthan i al sud amb la mar d'Aràbia. Karachi és la capital des de 1936 en lloc de les tradicionals capitals de Hyderabad i Thatta. Té una superfície de 140.914 km² i una població de 35.470.648 habitants.

## Administració

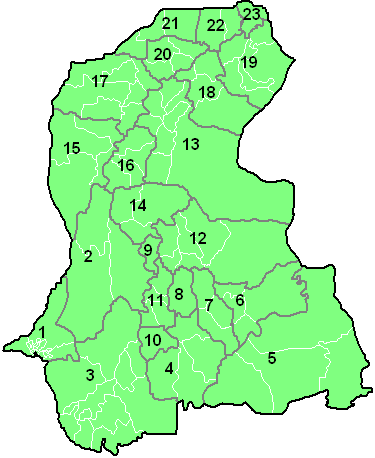
Divisions administratives

La província està dividida en 23 districtes:
1. Karachi
2. Districte de Jamshoro
3. Districte de Thatta
4. Districte de Badin
5. Districte de Tharparkar
6. Districte d'Umerkot
7. Districte de Mirpur Khas
8. Districte de Tando Allahyar
9. Districte de Matiari
10. Districte de Tando Muhammad Khan
11. Districte d'Hyderabad
12. Districte de Sanghar
13. Districte de Khairpur
14. Districte de Nawabshah
15. Districte de Dadu
16. Districte de Qambar Shahdadkot
17. Districte de Larkana
18. Districte de Naushahro Feroze
19. Districte de Ghotki
20. Districte de Shikarpur
21. Districte de Jacobabad
22. Districte de Sukkur
23. Districte de Kashmore

Fins a l'abolició de les divisions el 2000, els districtes estaven agrupats en divisions, que al Sind eren:
| Divisions de la la província del Sind | Divisions de la la província del Sind | Divisions de la la província del Sind |
| Divisió                               | Àrea (km²)                            | Capital                               |
| ------------------------------------- | ------------------------------------- | ------------------------------------- |
| Divisió d'Hyderabad                   | 48.670                                | Hyderabad                             |
| Divisió de Karachi                    | 3.528                                 | Karachi                               |
| Divisió de Larkana                    | 15.543                                | Larkana                               |
| Divisió de Mirpur Khas                | 38.421                                | Mirpur Khas                           |
| Divisió de Sukkur                     | 34.752                                | Sukkur                                |

Les ciutats principals són:
- Hyderabad
- Jacobabad
- Karachi
- Kashmore
- Khairpur
- Larkana
- Rohri
- Sukkur
- Thatta
- Umarkot
- Kotri

## Història moderna
Després de la partició de 1947 i l'establiment de milers de musulmans de l'Índia (els mohajir, refugiats) i l'emigració de balutxis i paixtus, els sindis van quedar en minoria al seu propi territori.
La Lliga Musulmana del Pakistan va dominar el govern del 1948 al 1955 (amb un govern presidencial directe del 1951 al 1953). Del 1955 al 1971 les províncies no van gaudir de governs autònoms. El 1972, a les primeres eleccions, va triomfar el Partit Popular del Pakistan que va governar fins a l'abolició del govern el 1977 (fins al 1985). El 1985 la Lliga va tornar el govern amb Ghous Ali Shah i l'11 d'abril de 1988 amb Akhtar Ali Kazi (formalment independent) fins al 2 de desembre de 1988 (del 24 de juny de 1988 al 31 d'agost de 1988 la província va tenir govern directe). El desembre va tornar el PPP.

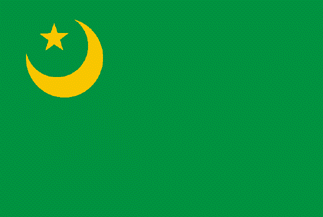
Bandera del Partit Popular de Sind

El 1990 van començar els incidents entre membres del Partit Popular del Pakistan (el feu principal del qual es Sind) amb el Mohajir Qaumi Movement (MQM), i el ministre principal de Sind, Syed Quaim Ali Shah va dimitir i el va succeir Aftab S. Mirani (els dos eren del PPP).
El Jaye Sindh Movement, organització nacionalista, reclamava autonomia i s'enfrontava també freqüentment amb el MQM. El líder sindi Qadir Magsi fou detingut i la situació es va deteriorar davant la protesta dels seus seguidors.
A finals d'any el govern del PPP a nivell del Pakistan fou deposat i els governs provincials cancel·lats. Sind fou governat interinament per Jam Sadiq Ali. A les següents eleccions va triomfar Nawaz Sharif de l'Aliança Democràtica Islàmica (IDA).
El març de 1991 es va formar el Jaye Sindh Progressive Party dirigit per K. Makhti. L'octubre de 1991 Tariq Javed del Mohajir Quami Movement fou designat primer ministre provincial provisional, provocant la colera del Jaye Sindh Movement (dividit entre la facció Magsi i la facció Tehrik), per Javed no va poder prendre possessió. El 1992 el líder sindi, GM Syed, màxim dirigent del Jaye Sindh Movement i de l'Aliança Nacional del Sind (Sindh National Alliance, SNA) fou encarcerat. Syed era partidari de la creació d'un estat independent anomenat Sindhu Desh (que ja havia proposat abans de la partició i independència de 1947).
El 1993 Benazir Bhutto va tornar al poder i el PPP formà govern a Sind. El 1994 el MQM va proposar la divisió de la província en dues: una pels sindis i una pels mojahir.
El 1995 va morir a l'hospital el líder nacional, GM Syed, després de 3 anys d'arrest.
A les eleccions de 1997 el PPP no va obtenir la majoria a la província. El 1998 els grups nacionalistes sindis van ingressar al Moviment de Nacionalitats Oprimides del Pakistan (Pakistan Oppressed Nationalities Movement, PONM). Poc després la inestable assemblea provincial va quedar dissolta (1999) i la província posada sota control federal.
El 17 de desembre del 2002 va quedar restablert el govern provincial, amb Ali Mohammad Mahar, del PPP (Parlamentaris) com a primer ministre que tenia el suport de la Pakistan Muslim League - Quaid-e-Azam (PML-Q una escissió favorable al president Musharraf, escindida de l'oficial Lliga Musulaman del Pakistan - Nawaz el 2001). El 9 de juny de 2004 el govern va passar a la Lliga Musulmana del Pakistan - Quaid-e-Azam amb Arbab Ghulam Rahim. Caigut el govern de Musharraf, un govern de coalició es va formar fins a les eleccions, i el 2008 va tornar al poder el PPP.

## Política

### Assemblea Províncial
L'Assemblea Provincial de Sind és unicameral i consta de 168 escons dels quals un 5% es reserven per a no-musulmans i un 17% per a dones.

### Partits polítics
- Jeay Sindh Quomi Mahaz
- Sindh Taraqi Pasand Party

## Governants

### Governadors provincials
- Sir Ghulam Hussain Hidayatullah Khan Bahadur Shaykh 1947-1948
- Sheikh Din Muhammad 1948-1952
- Mian Aminuddin 1952-1953
- George Baxandall Constantine 2 de maig de 1953 a 12 d'agost de 1953
- Habib Ibrahim Rehmatullah 1953-1954
- Iftikhar Hussain Khan 1954-1955
- Supressió de les províncies 1955-1970
- Rakhman Gul 1970-1971
- Mumtaz Ali Bhutto 1971 - 1972
- Mir Rasool Bux Talpur 1972-1973
- Rana Liaquat Ali Khan 1973-1976 (dona)
- Dilawar Khanji 1976-1977
- Abdul Qadir Shaikh 1977-1978
- Sadiq ul Rashid Mohammad Abbasi 1978-1984
- Jahandad Khan 1984-1987
- Ashraf W. Tabani 1987-1988
- Rahimuddin Khan 24 de juny de 1988 - 12 de setembre de 1988
- Qadeeruddin Ahmed 1988-1989
- Fakhruddin Ebrahim 1989-1990
- Mahmoud Abdullah Haroon 1990-1993
- Hakim Said 1993-1994
- Mahmoud Abdullah Haroon 1994-1995 (segona vegada)
- Kamaluddin Azfar 1995-1997
- Moinuddin Haider 1997-1999
- Mamnoon Hussain 17 de juny de 1999 - 21 d'octubre de 1999
- Azim Daudpota 1999-2000
- Mohammad Mian Soomro 2000-2002
- Ishratul Ibad 2002-

### Ministres en cap
- Mohammad Ayub Khuhro 1947-1948 (Lliga Musulmana del Pakistan = Pakistan Musulman League PML)
- Pir Illahi Bakhsh 1948-1949 (PML)
- Muhammad Yusuf Abdullah Haroon 1949-1950 (PML)
- Qazi Fazlullah Ubaidullah 1950-1951 (PML)
- Mohammad Ayub Khuhro 25 de març de 1951 - 29 de desembre de 1951 (PML) (segona vegada)
- Govern directe del governador 1951-1953
- Pirzada Abdus Sattar 1953-1954 (PML)
- Mohammad Ayub Khuhro 1954-1955 (PML) (tercera vegada)
- Supressió de la província 1955-1970
- General administrador de la llei marcial 1970-1972
- Mumtaz Ali Bhutto 1972-1973 (Partit Popular del Pakistan, PPP)
- Ghulam Mustafa Jatoi 1973-1977 (PPP)
- Generals administradors de la llei marcial 1977-1985
- Syed Ghous Ali Shah 1985-1988 (PML)
- Akhtar Ali Ghulam Qazi 11 d'abril de 1988 - 24 de juny de 1988 (Aliança Democràtica Islàmica = Islami Jamhoori Ittehad IJI, coalició 1988-1893)
- Govern directe del governador 24 de juny de 1988 - 31 d'agost de 1988
- Akhtar Ali Ghulam Qazi 31 d'agost de 1988 - 2 de desembre de 1988 (IJI) (segona vegada, interí)
- Syed Qaim Ali Shah 1988-1990 (PPP)
- Aftab Shahban Mirani 26 de febrer de 1990 - 6 d'agost de 1990 (PPP)
- Jam Sadiq Ali 1990 - 1992 (independent, interí i el 5 de novembre de 1990 titular)
- Syed Muzaffar Hussain Shah 1992-1993 (PPP)
- Syed Ali Madad Shah (interí, sense partit) 19 de juliol de 1993 - 21 d'octubre de 1993
- Syed Abdullah Shah 1993-1996 (PPP)
- Mumtaz Ali Bhutto 1996-1997 (interi, Front nacionaldel Sind = Sindh Mational Front) (segona vegada)
- Liaquat Ali Jatoi 1997-1999 (suspes el 30 d'octubre de 1998)
- Govern directe del governador 1999 - 2002
- Ali Mohammad Mahar 2002 - 2004 (Pakistan Muslim League - Quaid-e-Azam PML-Q)
- Arbab Ghulam Rahim 2004-2007 (PML-Q)
- Abdul Qadir Halepota 2007-2008 8sense partit)
- Syed Qaim Ali Shah 2008- (PPP) (segona vegada)